# Algyő
Algyő es un pueblo mayor húngaro perteneciente al distrito de Szeged en el condado de Csongrád, con una población en 2012 de 5251 habitantes.
Se conoce su existencia desde 1138, cuando se menciona como Villa Geu, que más tarde pasó a Győ. El prefijo Al- se añadió en el siglo XVI para distinguirlo de Felgyő. En 1879, la localidad fue destruida en una inundación y tuvo que ser reconstruida en los años posteriores. Entre 1973 y 1997 se consideró un barrio de la ciudad de Szeged.
Se ubica a orillas del río Tisza en la periferia nororiental de la capital condal y distrital Szeged, en la salida de dicha ciudad de la carretera 47 que lleva a Békéscsaba.